# Top 16 européen de tennis de table
Le Top 16 européen de tennis de table (Top 12 européen jusqu'en 2015) est une compétition de tennis de table organisée par la Fédération européenne de tennis de table (ETTU), qui réunit les seize meilleurs pongistes européens du moment, en catégories dames et messieurs.

## Historique
Le tournoi s'est tenu pour la première fois à 12 joueurs en 1971 à Zadar en Yougoslavie et a été remporté par István Jónyer chez les hommes, et par Beatrix Kisházi chez les dames.
L'épreuve évolue sous la forme d'une formule à 16 à compter de la saison 2015. Jusqu'en 2017, les joueurs et joueuses étaient répartis en 4 poules de 4 joueurs, les deux premiers de chaque poule étant qualifiés pour les quarts de finale. À partir de l'édition 2018 à Montreux, il s'agit d'un tableau à élimination directe.
A partir de 2025, l'épreuve change de format avec la mise en place de qualifications qui offrent 2 places pour les joueurs classés entre le 15e et le 21e rang européen. La limite de deux joueurs par nation est supprimée et les rencontres se jouent désormais au meilleur des 5 sets.

## Palmarès
| Année | Lieu          | Messieurs            | Messieurs          | Messieurs            |                           | Dames              | Dames                     | Dames |
| Année | Lieu          | Or                   | Argent             | Bronze               | Or                        | Argent             | Bronze                    |       |
| ----- | ------------- | -------------------- | ------------------ | -------------------- | ------------------------- | ------------------ | ------------------------- | ----- |
| 2025  | Montreux      | Alexis Lebrun        | Darko Jorgić       | Patrick Franziska    | Han Ying                  | Elizabeta Samara   | Sabine Winter             |       |
| 2025  | Montreux      | Alexis Lebrun        | Darko Jorgić       | Truls Möregårdh      | Han Ying                  | Elizabeta Samara   | Xiaona Shan               |       |
| 2024  | Montreux      | Darko Jorgić         | Truls Möregårdh    | Marcos Freitas       | Jia Nan Yuan              | Sofia Polcanova    | Nina Mittelham            |       |
| 2024  | Montreux      | Darko Jorgić         | Truls Möregårdh    | Alexis Lebrun        | Jia Nan Yuan              | Sofia Polcanova    | Bernadette Szőcs          |       |
| 2023  | Montreux      | Darko Jorgić         | Dang Qiu           | Liam Pitchford       | Han Ying                  | Sofia Polcanova    | Shao Jieni                |       |
| 2023  | Montreux      | Darko Jorgić         | Dang Qiu           | Dimitrij Ovtcharov   | Han Ying                  | Sofia Polcanova    | Nina Mittelham            |       |
| 2022  | Montreux      | Darko Jorgić         | Truls Möregårdh    | Timo Boll            | Han Ying                  | Polina Mikhaïlova  | Bernadette Szőcs          |       |
| 2022  | Montreux      | Darko Jorgić         | Truls Möregårdh    | Patrick Franziska    | Han Ying                  | Polina Mikhaïlova  | Sofia Polcanova           |       |
| 2021  | Thessalonique | Patrick Franziska    | Marcos Freitas     | Mattias Falck        | Nina Mittelham            | Fu Yu              | Hana Matelová             |       |
| 2021  | Thessalonique | Patrick Franziska    | Marcos Freitas     | Emmanuel Lebesson    | Nina Mittelham            | Fu Yu              | Bernadette Szőcs          |       |
| 2020  | Montreux      | Timo Boll            | Darko Jorgić       | Robert Gardos        | Petrissa Solja            | Britt Eerland      | Sofia Polcanova           |       |
| 2019  | Montreux      | Dimitrij Ovtcharov   | Vladimir Samsonov  | Timo Boll            | Petrissa Solja            | Bernadette Szőcs   | Sofia Polcanova           |       |
| 2018  | Montreux      | Timo Boll            | Dimitrij Ovtcharov | Jonathan Groth       | Bernadette Szőcs          | Li Jie             | Elizabeta Samara          |       |
| 2017  | Antibes       | Dimitrij Ovtcharov   | Alexander Shibaev  | Simon Gauzy          | Li Jie                    | Petrissa Solja     | Sabine Winter             |       |
| 2016  | Gondomar      | Dimitrij Ovtcharov   | João Monteiro      | Alexander Shibaev    | Shen Yanfei               | Melek Hu           | Liu Jia                   |       |
| 2015  | Bakou         | Dimitrij Ovtcharov   | Marcos Freitas     | Panagiotis Gionis    | Liu Jia                   | Petrissa Solja     | Irene Ivancan             |       |
| 2014  | Lausanne      | Marcos Freitas       | Michael Maze       | Dimitrij Ovtcharov   | Liu Jia                   | Viktoria Pavlovich | Li Jiao                   |       |
| 2012  | Villeurbanne  | Dimitrij Ovtcharov   | Kirill Skachkov    | Vladimir Samsonov    | Wu Jiaduo                 | Li Jiao            | Ni Xia Lian               |       |
| 2012  | Villeurbanne  | Dimitrij Ovtcharov   | Kirill Skachkov    | Chen Weixing         | Wu Jiaduo                 | Li Jiao            | Viktoria Pavlovich        |       |
| 2011  | Liège         | Kalínikos Kreánga    | Vladimir Samsonov  | Alekseï Smirnov      | Li Jiao                   | Viktoria Pavlovich | Li Jie                    |       |
| 2011  | Liège         | Kalínikos Kreánga    | Vladimir Samsonov  | Werner Schlager      | Li Jiao                   | Viktoria Pavlovich | Melek Hu                  |       |
| 2010  | Düsseldorf    | Timo Boll            | Vladimir Samsonov  | Kalínikos Kreánga    | Li Jiao                   | Li Qian            | Li Jie                    |       |
| 2010  | Düsseldorf    | Timo Boll            | Vladimir Samsonov  | Chen Weixing         | Li Jiao                   | Li Qian            | Krisztina Tóth            |       |
| 2009  | Düsseldorf    | Timo Boll            | Vladimir Samsonov  | Kalínikos Kreánga    | Li Qian                   | Li Jiao            | Liu Jia                   |       |
| 2009  | Düsseldorf    | Timo Boll            | Vladimir Samsonov  | Michael Maze         | Li Qian                   | Li Jiao            | Wu Jiaduo                 |       |
| 2008  | Francfort     | Werner Schlager      | Vladimir Samsonov  | Jean-Michel Saive    | Li Jiao                   | Li Qian            | Viktoria Pavlovich        |       |
| 2008  | Francfort     | Werner Schlager      | Vladimir Samsonov  | Alekseï Smirnov      | Li Jiao                   | Li Qian            | Wu Jiaduo                 |       |
| 2007  | Arezzo        | Vladimir Samsonov    | Kalínikos Kreánga  | Zoran Primorac       | Li Jiao                   | Nikoleta Stefanova | Liu Jia                   |       |
| 2007  | Arezzo        | Vladimir Samsonov    | Kalínikos Kreánga  | Alekseï Smirnov      | Li Jiao                   | Nikoleta Stefanova | Mihaela Steff             |       |
| 2006  | Copenhague    | Timo Boll            | Werner Schlager    | Michael Maze         | Tamara Boroš              | Liu Jia            | Li Jiao                   |       |
| 2006  | Copenhague    | Timo Boll            | Werner Schlager    | Zoran Primorac       | Tamara Boroš              | Liu Jia            | Mihaela Steff             |       |
| 2005  | Rennes        | Alekseï Smirnov      | Vladimir Samsonov  | Damien Eloi          | Liu Jia                   | Krisztina Tóth     | Li Jiao                   |       |
| 2005  | Rennes        | Alekseï Smirnov      | Vladimir Samsonov  | Timo Boll            | Liu Jia                   | Krisztina Tóth     | Mihaela Steff             |       |
| 2004  | Francfort     | Michael Maze         | Werner Schlager    | Alekseï Smirnov      | Nicole Struse             | Jie Schöpp         | Liu Jia                   |       |
| 2004  | Francfort     | Michael Maze         | Werner Schlager    | Petr Korbel          | Nicole Struse             | Jie Schöpp         | Tamara Boroš              |       |
| 2003  | Sarrebruck    | Timo Boll            | Vladimir Samsonov  | Michael Maze         | Jie Schöpp                | Tamara Boroš       | Krisztina Tóth            |       |
| 2003  | Sarrebruck    | Timo Boll            | Vladimir Samsonov  | Werner Schlager      | Jie Schöpp                | Tamara Boroš       | Galina Melnik             |       |
| 2002  | Rotterdam     | Timo Boll            | Vladimir Samsonov  | Damien Eloi          | Tamara Boroš              | Nicole Struse      | Ni Xia Lian               |       |
| 2002  | Rotterdam     | Timo Boll            | Vladimir Samsonov  | Patrick Chila        | Tamara Boroš              | Nicole Struse      | Viktoria Pavlovich        |       |
| 2001  | Wels          | Vladimir Samsonov    | Peter Karlsson     | Petr Korbel          | Csilla Bátorfi            | Ni Xia Lian        | Tamara Boroš              |       |
| 2001  | Wels          | Vladimir Samsonov    | Peter Karlsson     | Jean-Michel Saive    | Csilla Bátorfi            | Ni Xia Lian        | Otilia Bădescu            |       |
| 2000  | Alassio       | Werner Schlager      | Yang Min           | Jean-Philippe Gatien | Qianhong Götsch           | Mihaela Steff      | Jie Schöpp                |       |
| 2000  | Alassio       | Werner Schlager      | Yang Min           | Jörg Roßkopf         | Qianhong Götsch           | Mihaela Steff      | Ni Xia Lian               |       |
| 1999  | Split         | Vladimir Samsonov    | Christophe Legoût  | Jean-Philippe Gatien | Qianhong Götsch           | Jing Tian-Zörner   | Tamara Boroš              |       |
| 1999  | Split         | Vladimir Samsonov    | Christophe Legoût  | Kalínikos Kreánga    | Qianhong Götsch           | Jing Tian-Zörner   | Ni Xia Lian               |       |
| 1998  | Halmstad      | Vladimir Samsonov    | Peter Karlsson     | Jan-Ove Waldner      | Ni Xia Lian               | Nicole Struse      | Csilla Bátorfi            |       |
| 1998  | Halmstad      | Vladimir Samsonov    | Peter Karlsson     | Jean-Michel Saive    | Ni Xia Lian               | Nicole Struse      | Marie Svensson            |       |
| 1997  | Eindhoven     | Jean-Philippe Gatien | Vladimir Samsonov  | Jan-Ove Waldner      | Ni Xia Lian               | Jie Schöpp         | Otilia Bădescu            |       |
| 1997  | Eindhoven     | Jean-Philippe Gatien | Vladimir Samsonov  | Zoran Primorac       | Ni Xia Lian               | Jie Schöpp         | Olga Nemeș                |       |
| 1996  | Charleroi     | Jan-Ove Waldner      | Jean-Michel Saive  | Jean-Philippe Gatien | Ni Xia Lian               | Csilla Bátorfi     | Nicole Struse             |       |
| 1996  | Charleroi     | Jan-Ove Waldner      | Jean-Michel Saive  | Yang Min             | Ni Xia Lian               | Csilla Bátorfi     | Bettine Vriesekoop        |       |
| 1995  | Dijon         | Jan-Ove Waldner      | Erik Lindh         | Jean-Philippe Gatien | Otilia Bădescu            | Emilia Ciosu       | Nicole Struse             |       |
| 1995  | Dijon         | Jan-Ove Waldner      | Erik Lindh         | Jean-Michel Saive    | Otilia Bădescu            | Emilia Ciosu       | Jie Schöpp                |       |
| 1994  | Arezzo        | Jean-Michel Saive    | Jan-Ove Waldner    | Peter Karlsson       | Jie Schöpp                | Otilia Bădescu     | Nicole Struse             |       |
| 1994  | Arezzo        | Jean-Michel Saive    | Jan-Ove Waldner    | Zoran Primorac       | Jie Schöpp                | Otilia Bădescu     | Mirjam Hooman-Kloppenburg |       |
| 1993  | Copenhague    | Jan-Ove Waldner      | Peter Karlsson     | Jean-Michel Saive    | Emilia Ciosu              | Olga Nemeș         | Otilia Bădescu            |       |
| 1993  | Copenhague    | Jan-Ove Waldner      | Peter Karlsson     | Jörg Roßkopf         | Emilia Ciosu              | Olga Nemeș         | Åsa Svensson              |       |
| 1992  | Vienne        | Jörgen Persson       | Jörg Roßkopf       | Zoran Primorac       | Csilla Bátorfi            | Marie Svensson     | Otilia Bădescu            |       |
| 1991  | Bois-le-Duc   | Erik Lindh           | Jan-Ove Waldner    | Jörgen Persson       | Mirjam Hooman-Kloppenburg | Gabriella Wirth    | Bettine Vriesekoop        |       |
| 1990  | Hanovre       | Mikael Appelgren     | Jan-Ove Waldner    | Andrzej Grubba       | Gabriella Wirth           | Olga Nemeș         | Xiaoming Wang-Dréchou     |       |
| 1989  | Charleroi     | Jan-Ove Waldner      | Erik Lindh         | Jörgen Persson       | Olga Nemeș                | Gabriella Wirth    | Daniela Guergeltcheva     |       |
| 1988  | Ljubljana     | Jan-Ove Waldner      | Jörgen Persson     | Andrzej Grubba       | Fliura Bulatova           | Bettine Vriesekoop | Olga Nemeș                |       |
| 1987  | Bâle          | Desmond Douglas      | Jan-Ove Waldner    | Jörgen Persson       | Csilla Bátorfi            | Edit Urban         | Fliura Bulatova           |       |
| 1986  | Södertälje    | Jan-Ove Waldner      | Desmond Douglas    | Erik Lindh           | Fliura Bulatova           | Olga Nemeș         | Daniela Guergeltcheva     |       |
| 1985  | Barcelone     | Andrzej Grubba       | Jindřich Panský    | Mikael Appelgren     | Bettine Vriesekoop        | Zsuzsa Oláh        | Marie Hrachová            |       |
| 1984  | Bratislava    | Jan-Ove Waldner      | Jindřich Panský    | Mikael Appelgren     | Marie Hrachová            | Bettine Vriesekoop | Valentina Popova          |       |
| 1983  | Cleveland     | Milan Orlowski       | Desmond Douglas    | Mikael Appelgren     | Olga Nemeș                | Fliura Bulatova    | Bettine Vriesekoop        |       |
| 1982  | Nantes        | Mikael Appelgren     | Milan Orlowski     | Desmond Douglas      | Bettine Vriesekoop        | Jill Hammersley    | Marie Hrachová            |       |
| 1981  | Miskolc       | Tibor Klampar        | Stellan Bengtsson  | Dragutin Šurbek      | Jill Hammersley           | Bettine Vriesekoop | Valentina Popova          |       |
| 1980  | Munich        | Stellan Bengtsson    | Ulf Thorsell       | Jacques Secrétin     | Jill Hammersley           | Bettine Vriesekoop | Gabriella Szabó           |       |
| 1979  | Kristianstad  | Dragutin Šurbek      | Desmond Douglas    | Jacques Secrétin     | Gabriella Szabó           | Maria Alexandru    | Eržebet Palatinuš         |       |
| 1978  | Prague        | Gábor Gergely        | Milan Orlowski     | Stellan Bengtsson    | Jill Hammersley           | Bettine Vriesekoop | Valentina Popova          |       |
| 1977  | Sarajevo      | Milan Orlowski       | Dragutin Šurbek    | Jacques Secrétin     | Beatrix Kisházi           | Jill Hammersley    | Ilona Uhlíková            |       |
| 1976  | Lübeck        | Dragutin Šurbek      | Kjell Johansson    | Sarkis Sarchayan     | Ann-Christin Hellman      | Ilona Uhlíková     | Eržebet Palatinuš         |       |
| 1975  | Vienne        | Kjell Johansson      | Anton Stipančić    | István Jónyer        | Ann-Christin Hellman      | Wiebke Hendriksen  | Henriette Lotaller        |       |
| 1974  | Trollhättan   | István Jónyer        | Milan Orlowski     | Stellan Bengtsson    | Zoja Rudnova              | Maria Alexandru    | Judit Magos               |       |
| 1973  | Böblingen     | Stellan Bengtsson    | Dragutin Šurbek    | Anton Stipančić      | Beatrix Kisházi           | Judit Magos        | Ilona Uhlíková            |       |
| 1972  | Zagreb        | Anton Stipančić      | Stellan Bengtsson  | Dragutin Šurbek      | Beatrix Kisházi           | Maria Alexandru    | Zoja Rudnova              |       |
| 1971  | Zadar         | István Jónyer        | Anton Stipančić    | Dragutin Šurbek      | Beatrix Kisházi           | Ilona Uhlíková     | Alice Grofová             |       |

## Statistiques

### Vainqueurs multiples
Les pongistes avec 2 titres a minima sont répertorié(e)s ci-dessous.
| Joueurs            | Total | Années                                   |
| ------------------ | ----- | ---------------------------------------- |
| Jan-Ove Waldner    | 7     | 1984, 1986, 1988, 1989, 1993, 1995, 1996 |
| Timo Boll          | 7     | 2002, 2003, 2006, 2009, 2010, 2018, 2020 |
| Dimitrij Ovtcharov | 5     | 2012, 2015, 2016, 2017, 2019             |
| Vladimir Samsonov  | 4     | 1998, 1999, 2001, 2007                   |
| Darko Jorgić       | 3     | 2022, 2023, 2024                         |
| István Jónyer      | 2     | 1971, 1974                               |
| Stellan Bengtsson  | 2     | 1973, 1980                               |
| Dragutin Šurbek    | 2     | 1976, 1979                               |
| Milan Orlowski     | 2     | 1977, 1983                               |
| Mikael Appelgren   | 2     | 1982, 1990                               |
| Werner Schlager    | 2     | 2000, 2008                               |

| Joueuses                  | Total | Années                 |
| ------------------------- | ----- | ---------------------- |
| Beatrix Kisházi           | 4     | 1971, 1972, 1973, 1977 |
| Li Jiao                   | 4     | 2007, 2008, 2010, 2011 |
| Jill Hammersley (en)      | 3     | 1978, 1980, 1981       |
| Csilla Bátorfi            | 3     | 1987, 1992, 2001       |
| Xialian Ni                | 3     | 1996, 1997, 1998       |
| Liu Jia                   | 3     | 2005, 2014, 2015       |
| Han Ying                  | 3     | 2022, 2023, 2025       |
| Ann-Christin Hellman (de) | 2     | 1975, 1976             |
| Bettine Vriesekoop        | 2     | 1982, 1985             |
| / Olga Nemeș (de)         | 2     | 1983, 1989             |
| Fliura Bulatova (en)      | 2     | 1986, 1988             |
| Jie Schöpp (de)           | 2     | 1994, 2003             |
| Qianhong Götsch (de)      | 2     | 1999, 2000             |
| Tamara Boroš              | 2     | 2002, 2006             |
| Petrissa Solja            | 2     | 2019, 2020             |

### Titres par pays
| #  | Nation          | Total | Dernier titre | Nb athlètes |
| -- | --------------- | ----- | ------------- | ----------- |
| 1  | Suède           | 14    | 1996          | 6           |
| 2  | Allemagne       | 13    | 2021          | 4           |
| 3  | Biélorussie     | 4     | 2007          | 1           |
| 3  | Hongrie         | 4     | 1981          | 3           |
| 5  | Slovénie        | 3     | 2024          | 1           |
| 5  | Yougoslavie     | 3     | 1979          | 2           |
| 7  | Autriche        | 2     | 2008          | 1           |
| 7  | France          | 2     | 2025          | 2           |
| 7  | Tchécoslovaquie | 2     | 1983          | 1           |
| 10 | Belgique        | 1     | 1994          | 1           |
| 10 | Danemark        | 1     | 2004          | 1           |
| 10 | Grèce           | 1     | 2011          | 1           |
| 10 | Pologne         | 1     | 1985          | 1           |
| 10 | Portugal        | 1     | 2014          | 1           |
| 10 | Royaume-Uni     | 1     | 1987          | 1           |
| 10 | Russie          | 1     | 2005          | 1           |

| #  | Nation           | Total | Dernier titre | Nb athlètes |
| -- | ---------------- | ----- | ------------- | ----------- |
| 1  | Allemagne        | 13    | 2025          | 8           |
| 2  | Hongrie          | 9     | 2001          | 4           |
| 3  | Pays-Bas         | 8     | 2017          | 4           |
| 4  | Roumanie         | 4     | 2018          | 4           |
| 5  | Autriche         | 3     | 2015          | 1           |
| 5  | Luxembourg       | 3     | 1998          | 1           |
| 5  | Royaume-Uni      | 3     | 1981          | 1           |
| 5  | Union soviétique | 3     | 1988          | 2           |
| 9  | Croatie          | 2     | 2006          | 1           |
| 9  | Suède            | 2     | 1976          | 1           |
| 11 | Espagne          | 1     | 2016          | 1           |
| 11 | France           | 1     | 2024          | 1           |
| 11 | Pologne          | 1     | 2009          | 1           |
| 11 | Tchécoslovaquie  | 1     | 1984          | 1           |

### Tableau des médailles
Le tableau ci-dessous présente le bilan par nations des médailles obtenues au Top 12 puis au Top 16 européen.
Le rang est obtenu par le décompte des médailles d'or, puis en cas d'égalité, des médailles d'argent, puis de bronze.
| Rang  | Nation           | Or  | Argent | Bronze | Total |
| ----- | ---------------- | --- | ------ | ------ | ----- |
| 1     | Allemagne        | 26  | 14     | 24     | 64    |
| 2     | Suède            | 16  | 17     | 16     | 49    |
| 3     | Hongrie          | 13  | 7      | 7      | 27    |
| 4     | Pays-Bas         | 8   | 9      | 9      | 26    |
| 5     | Autriche         | 5   | 5      | 12     | 22    |
| 6     | Biélorussie      | 4   | 11     | 4      | 19    |
| 7     | Roumanie         | 4   | 8      | 11     | 23    |
| 8     | Royaume-Uni      | 4   | 5      | 2      | 11    |
| 9     | Tchécoslovaquie  | 3   | 7      | 5      | 15    |
| 10    | Yougoslavie      | 3   | 4      | 6      | 13    |
| 11    | Slovénie         | 3   | 2      | 0      | 5     |
| 12    | France           | 3   | 1      | 14     | 18    |
| 13    | Union soviétique | 3   | 1      | 6      | 10    |
| 14    | Luxembourg       | 3   | 1      | 4      | 8     |
| 15    | Pologne          | 2   | 2      | 2      | 6     |
| 16    | Croatie          | 2   | 1      | 8      | 11    |
| 17    | Portugal         | 1   | 4      | 2      | 7     |
| 18    | Russie           | 1   | 3      | 6      | 10    |
| 19    | Belgique         | 1   | 1      | 5      | 7     |
| 20    | Danemark         | 1   | 1      | 4      | 6     |
| 20    | Grèce            | 1   | 1      | 4      | 6     |
| 22    | Espagne          | 1   | 0      | 0      | 1     |
| 23    | Italie           | 0   | 2      | 1      | 3     |
| 24    | Turquie          | 0   | 1      | 1      | 2     |
| 25    | Tchéquie         | 0   | 0      | 3      | 3     |
| 26    | Bulgarie         | 0   | 0      | 2      | 2     |
| Total | Total            | 108 | 108    | 158    | 374   |

## Anciennes éditions

### Édition 2012
L'édition 2012 du Top 12 a eu lieu les 4 et 5 février 2012 à l'Astroballe à Villeurbanne, et est remportée par l'Allemand Dimitrij Ovtcharov.

### Édition 2011
Kalinikos Kreanga prend sa revanche et remporte l'édition 2011 face à un Vladimir Samsonov qui bute toujours sur la dernière marche.
Li Jiao prend le dessus sur la défenseuse Viktoria Pavlovich.

### Édition 2010
Comme en 2009, l'Allemand Timo Boll s'impose en finale face à Vladimir Samsonov, après avoir écarté Kalinikos Kreanga en demi-finale.